# Le Chant des Wallons

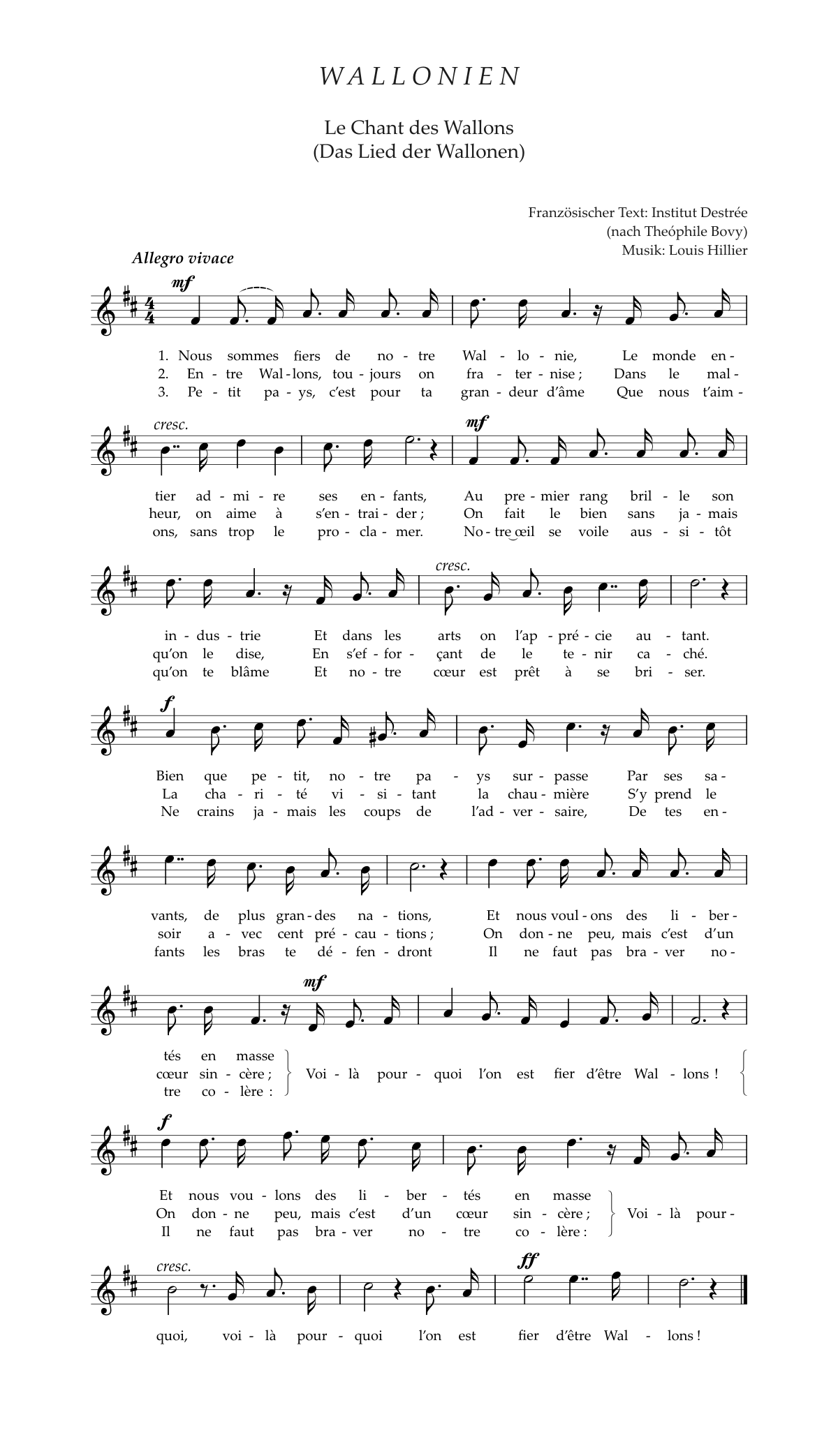
Le Chant des Wallons

Le Chant des Wallons (Waals: Li Tchant des Walons) is het officiële volkslied van Wallonië. 
Het lied is in 1900 geschreven in het Waals door Théophile Bovy en in 1901 op muziek gezet door Louis Hillier. In 1998 werd de Franstalige versie van het lied het volkslied van Wallonië.
| Frans | Origineel Waals (hier met de algemene spelling geschreven) | Nederlandse vertaling |
| Nous sommes fiers de notre Wallonie, Le monde entier admire ses enfants. Au premier rang brille son industrie Et dans les arts on l'apprécie autant. Bien que petit, notre pays surpasse Par ses savants de plus grandes nations. Et nous voulons des libertés en masse: Voilà pourquoi l'on est fier d'être Wallons! Entre Wallons, toujours on fraternise. Dans le malheur, on aime s'entraider: On fait le bien sans jamais qu'on le dise, En s'efforçant de le tenir caché. La charité visitant la chaumière S'y prend le soir avec cent précautions: On donne peu, mais c'est d'un coeur sincère: Voilà pourquoi l'on est fier d'être Wallons! Petit pays, c'est pour ta grandeur d'âme Que nous t'aimons, sans trop le proclamer. Notre oeil se voile aussitôt qu'on te blâme Et notre coeur est prêt à se briser. Ne crains jamais les coups de l'adversaire. De tes enfants les bras te défendront Il ne faut pas braver notre colère: Voilà pourquoi l'on est fier d'être Wallons! On s'aime entre frères de Wallonie Et on est prêts l'un l'autre à se donner la main. On fait plaisir bien souvent sans qu'on ne le dise. Nul ne s'affiche quand il veut faire le bien. La charité qui entre dans la maisonnette N'y va que de nuit avec mille précautions. Le peu qu'on donne on ne le donne qu'en cachette: Voilà pourquoi nous sommes fiers d'êtres Wallons! | Nos estans firs di nosse pitite patreye, Ca lådje et lon, on djåze di ses efants. Å prumî rang, on l' mete po l' industreye Et dvins les årts, ele riglatixh ostant. Nosse tere est ptite, mins nos avans l' ritchesse Des omes sincieus k' anôblixhèt leu nom. Et nos avans des libertés timpesse: Vola pocwè k' on-z est firs d' esse Walons ! Di nosse passé cwand c' est k' on lét l' istwere, On s' recrestêye vormint a tchaeke foyou. Et nosse cour crexhe cwand c' est k' on tuze al glwere Di nos vîs peres ki n' avént måy pawou. C' est gråce a zels ki ns djouwixhans del påye. Il ont språtchî l' innmi dzo leu talon. On ls a rclamé les pus vayants k' i gn åye: Vola pocwè k' on-z est fir d' esse Walon ! Pitit payis, vos k' a tant d' grandeu d' åme, Nos vos inmans bén, sins k' nos l' breyanxhe tot hôt. Cwand on vs kidjåze, ås ouys montèt nos låmes Et nos sintans nosse cour bate a gros côps ! N' åyîz nole sogne et vikez e liyesse, Di vos efants, les bresses et l' cour sont bons. Et nos avans les tchveas foirt près del tiesse: Vola pocwè k' on-z est fir d' esse Walon ! On s' voet voltî inte frés del Walonreye Et on-z est presse onk l' ôte a s' diner l' mwin. On fwait plaijhi bén sovint sins k' on l' deye. Nouk ni s' håynêye cwand c' est k' i vout fé l' bén. Li tchårité ki mousse el måjhinete N' î va k' al nute avou meye precôcions. Li pô k' on dene on nel dene k' e catchete: Vola pocwè k' on-z est fir d' esse Walon ! | (1e couplet): We zijn trots op ons kleine landje (Wallonië), Haar kinderen worden gewaardeerd over de hele wereld. Aanschouw de triomf van haar industrie, De grandeur van haar kunst. Hoewel ons land klein is, overtreft het met zijn wetenschap menig grotere natie: Waar we het meest naar verlangen is onze vrijheid (2x) Daarom zijn we trots om Walen te zijn (2x) |